# Gradski stadion Sinj
Gradski stadion Sinj je stadion u Sinju. Otvoren je 2006. godine. Na njemu svoje domaće utakmice igra Junak, nogometni klub iz Sinja. Kapaciteta je 3096 mjesta, od kojih je 3075 sjedećih.